# Neofabricia mjoebergii
Neofabricia mjoebergii là một loài thực vật có hoa trong Họ Đào kim nương. Loài này được (Cheel) Joy Thomps. mô tả khoa học đầu tiên năm 1983.